# 憲法各表
憲法各表（英語：Two Sides, Two Constitutions）是由前民主進步黨主席謝長廷提出的政治主張，主張以《中華民國憲法》（含《憲法增修條文》）治理台灣，《中華人民共和國憲法》治理大陸，兩岸對等，互不隸屬，依憲法有特殊關係。立場接近於特殊的國與國關係（兩國論）。
謝長廷強調，憲法各表與一中各表的不同在於，憲法各表強調兩岸在現實上不相隸屬，但依憲法有特殊關係；而一中各表則不承認對方擁有主權。他希望以《中華民國憲法》來作為台灣共識的核心，以突破兩岸關係。
這個主張最早稱為憲法一中，因與馬英九提出的主張名稱相近，後改稱憲法共識，又改為憲法各表。謝長廷認為可以憲法共識作為台灣內部共識，對外則用憲法各表來定位兩岸關係。但目前仍然在討論中，未形成民主進步黨的政治主張。

## 歷史
2000年3月22日，時任民進黨主席的謝長廷首次提出「《中華民國憲法》也是一種『一中』（一個中國）」的說法，他主張，一中問題應回到《中華民國憲法》架構下來談，憲法有主權獨立、歷史發展等多種意涵。他說：「有人認為，憲法的一中是中华民族主义。但憲法經過增修，有不同的歷史面向可談。」又說：「《中華民國憲法》本身就已凸顯中華民國是主權獨立國家，這部憲法也是朝野共識的最大公約數。」此項建議被簡稱為「憲法一中」。
2000年3月30日，中華民國總統陳水扁宣布，李遠哲將續任中央研究院院長、新聘為總統府首席資政、並負責召集等同國家統一委員會的「兩岸跨黨派小組」。包括民進黨立法委員蔡同榮在內的跨黨派小組（中國國民黨、親民黨、新黨等未參與），遂於2000年11月26日第七次會議達成「三個認知、四個建議」的共識，該小組建議陳水扁「依據《中華民國憲法》回應對岸『一個中國』的主張」。
2000年7月20日，許文彬、施振榮、柴松林、郭衣洞（柏楊）等十四位總統府國策顧問聯名向陳水扁提出「國是建言書」，表示：兩岸僵局的關鍵在於雙方對於「一個中國」認知的歧見，建請陳總統宣示認同「《中華民國憲法》架構下的一個中國」原則，以開啟兩岸接觸對話、平等協商的契機。
2001年8月10日，陳水扁接見美國聯邦參議員基特·邦德時，公開而明確地表達出他對「憲法一中」的立場：「兩岸問題要進一步解決，一定要依中華民國憲法的思維來定調，如此才能化解兩岸歧見，這也是兩岸政府與人民所能接受『一個中國』的答案。」他又表示，該年十月在上海市舉辦的亞太經濟合作會議（APEC）非正式領袖會議，他將以中華民國總統身分參加，因為他是中華民國人民選舉出來的總統；中華人民共和國不接受他，等於否定中華民國和《中華民國憲法》，不僅他無法接受，在台灣的兩千三百萬人民更無法接受。「憲法一中」至此成為陳水扁政府回應「一個中國」的基調。